# Zistersdorf

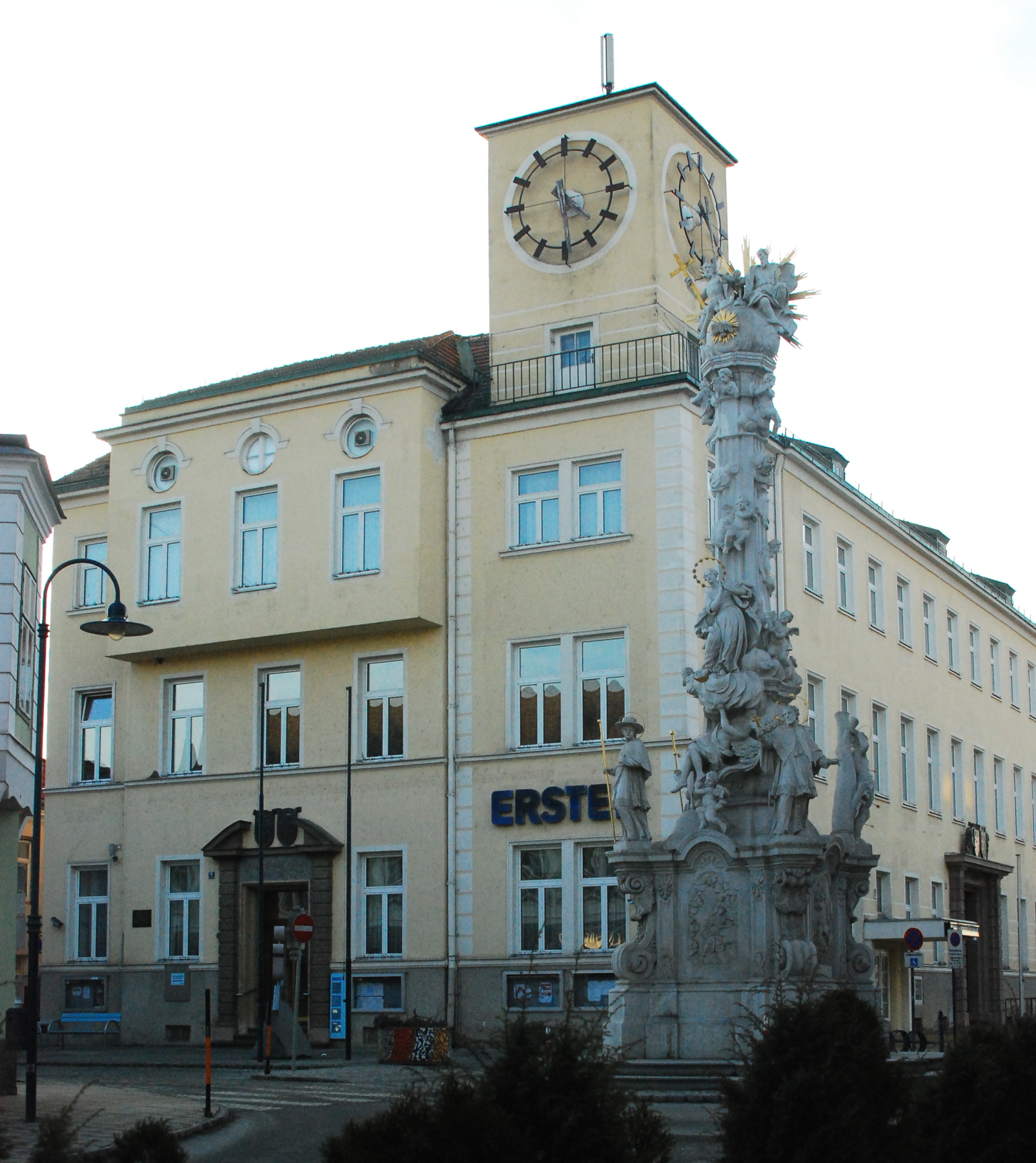

Zistersdorf (zastarale česky Čistějov) je město v okrese Gänserndorf v rakouské spolkové zemi Dolní Rakousy. Žije zde přibližně 5 400 obyvatel.

## Partnerská města
- Hodonín, Česko
- Nienhagen, Německo
- Zwettl, Rakousko